# Магазинний корпус

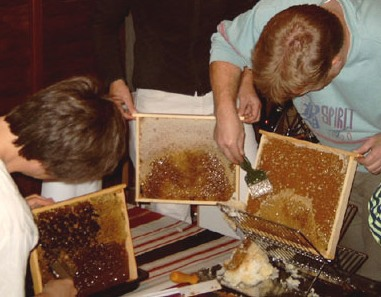
Розпечатування бджолиних стільників із магазинних надставок

Магазинний корпус — це частина рамкового вулика, яку використовується для збору меду.
Магазинна надставка складається з корпусу, в який поміщається 8–10 (і більше) рамок. Медоносні бджоли збирають нектар, переробляють його у мед і зберігають у стільниках, які вони будують у рамах. Після зниження вологості нектару до 17-18 % (і його ферметацією) зменшується об'єм зайнятої чарунки, її заповнюють і запечатують восковими кришечками.
Пасічники очікують заповнення всіх рамок магазинного корпусу і викачують мед. Період активного пасічницького сезону, коли в природі у наявності багато джерел нектару і бджоли швидко збирають велику його кількість, називають медозбором. Під час медозбору пасічники можуть встановлювати кілька додаткових корпусів на вулики, щоб у бджіл було достатньо місця для розміщення зібраного нектару.
Для того, щоб матка не переходила у магазинну надставку у не відкладала яйця у стільники, між основним (гніздовим) корпусом і надставкою встановлюють роздільну решітку. Тоді мед, викачаний із таких корпусів, не буде засмічений відкритим бджолиним розплодом. Також для цього можна використати ще кілька прийомів. Перший метод полягає у тому, що коли бджоли забудують рамки магазинного корпусу, із корпусу дістають 1-2 рамки, а інші рівномірно розсовують. Тоді бджоли добудують стінки стільників, щоб відстань між поверхнями сусідніх становила 12,5 мм («бджолиний простір») і виходять поглиблені комірки (у такі матки не відкладають яйця). Другий метод полягає у тому, що нові магазинні надставки встановлюють над корпусом, у якому всі рамки залиті медом чи нектаром. Матки, коли заходять у заповнений медом корпус, не знаходять вільних чарунок для відкладання яєць і повертаються у нижні корпуси.
Магазинні корпуси знімають під кінець взятку, або восени, до того, як бджолина сім'я збереться на зимівлю у клуб. Тоді мед викачують. Для бджіл необхідно залишити достатньо меду, щоб бджоли могли його споживати протягом зими, та виростити молоде покоління бджіл наприкінці зимівля, до настання стабільного джерела нектару у природі.

## Габарити
На північноамериканському континенті поширені вулики Лангстрота, корпуси вуликів прийнято робити із дощок товщиною 25 мм, тоді зовнішні розміри корпуса становлять 515 мм × 425 мм × висота.
| Розмір або тип                                                             | Розміри всередині в дюймах (183⁄8« × 145⁄8») і висота | Розміри всередині у міліметрах (465 мм × 375 мм) і висота |
| -------------------------------------------------------------------------- | ----------------------------------------------------- | --------------------------------------------------------- |
| Магазинний корпус на 10 рамок                                              | 43⁄4                                                  | 121                                                       |
| Дрібний магазинний корпус на 10 рамок (англ. Shallow Super)                | 53⁄4                                                  | 146                                                       |
| Середній магазинний корпус на 10 рамок (англ. Medium depth Illinois Super) | 65⁄8                                                  | 168                                                       |
| Великий магазинний корпус на 10 рамок (англ. Large depth Super)            | 75⁄8                                                  | 193                                                       |
| Глибокий магазинний корпус на 10 рамок (англ. Deep)                        | 95⁄8                                                  | 244                                                       |

На території України магазинні надставки використовуються для однокорпусних і двокорпусних вуликів на стандартну рамку Дадана (435 мм × 300 мм). Внутрішні розміри корпусу вулика на 12 рамок буде 450 мм × 450 мм. Висота магазинної рамки становить 145 мм, тоді висота корпусу буде 155 мм. У два магазинні корпуси можна вставити одну гніздову рамку. У регіонах із потужним взятком використовують також магазинні надставки і для вуликів-лежаків на 20-24 гніздові рамки.